# ゲガルド修道院とアザト川上流域
ゲガルド修道院とアザト川上流域（ゲガルドしゅうどういんとアザトがわじょうりゅういき）は、アルメニア共和国にあるユネスコの世界遺産登録物件名。登録は2000年。キリスト教・非カルケドン派のアルメニア使徒教会の修道院建築とその周辺地域を対象とする。

## 概略
ゲガルド修道院（アルメニア語: Գեղարդի վանք、ゲハルト修道院、ゲガルト修道院、ギガルド修道院などとも）は、301年に歴史上初めてキリスト教を国教と定めたアルメニアでも古い歴史を持つ修道院で、初期キリスト教時代にはすでに開設されていたと伝えられている。アイリヴァンク、すなわち洞窟修道院とも呼ばれ、院域のいくつかは岩盤を穿って造られた洞窟となっている。修道院の名称である「ゲガルト」は槍を意味する言葉で、キリストの脇腹を突いた聖槍の一部がここで発見されたことにちなむ。
今日残っている中央聖堂は、1215年から1283年にかけて建設されたものであるが、僧院や礼拝堂、食堂などは、中央聖堂北側に接する岩盤を穿って造られ、天井はイスラーム建築のムカルナスの影響によると思われる鍾乳石装飾で覆われている。僧院内には、十字架を彫った石盤がいたるところに設置されている。

## 関連項目

Geghard
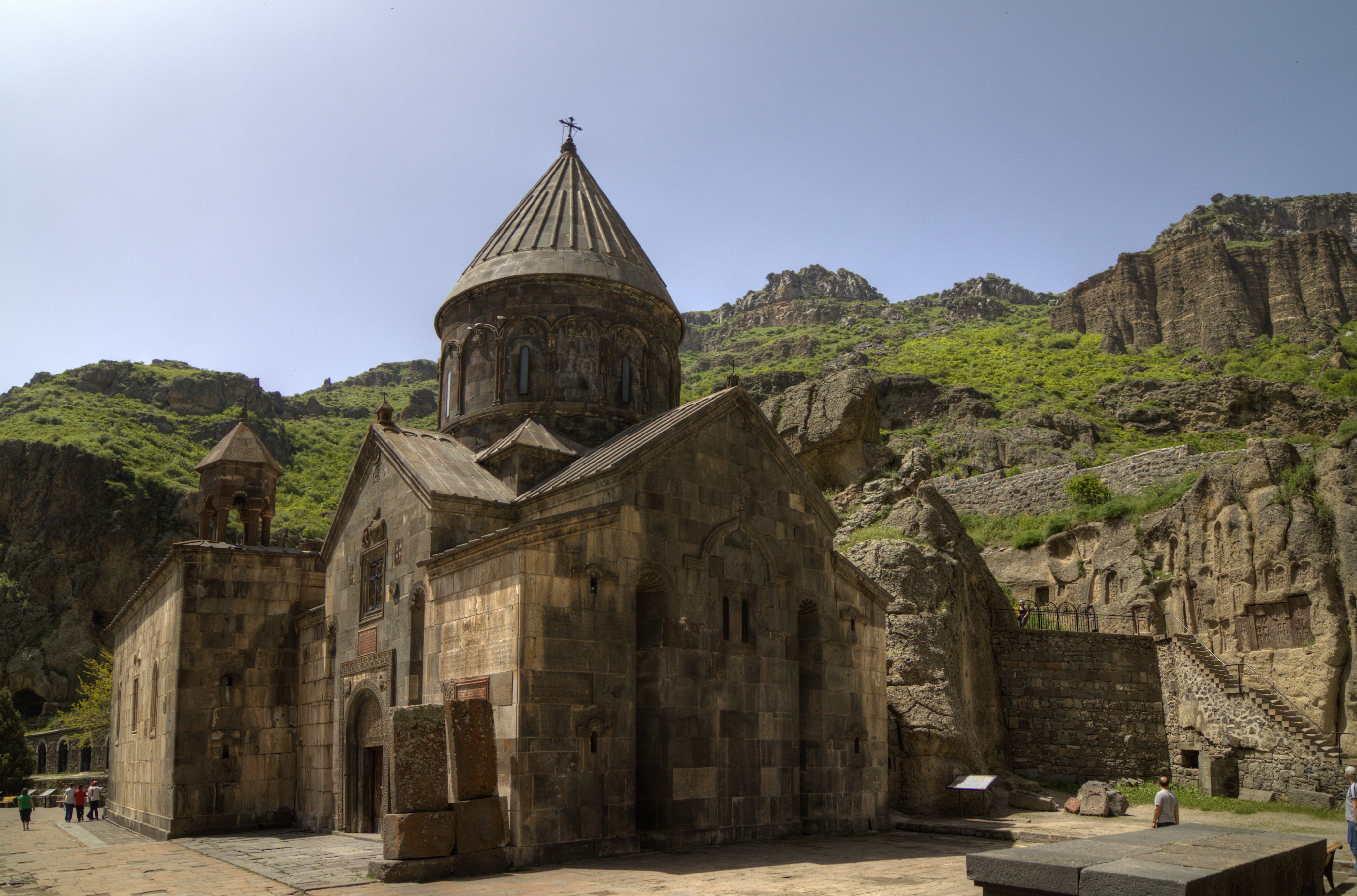
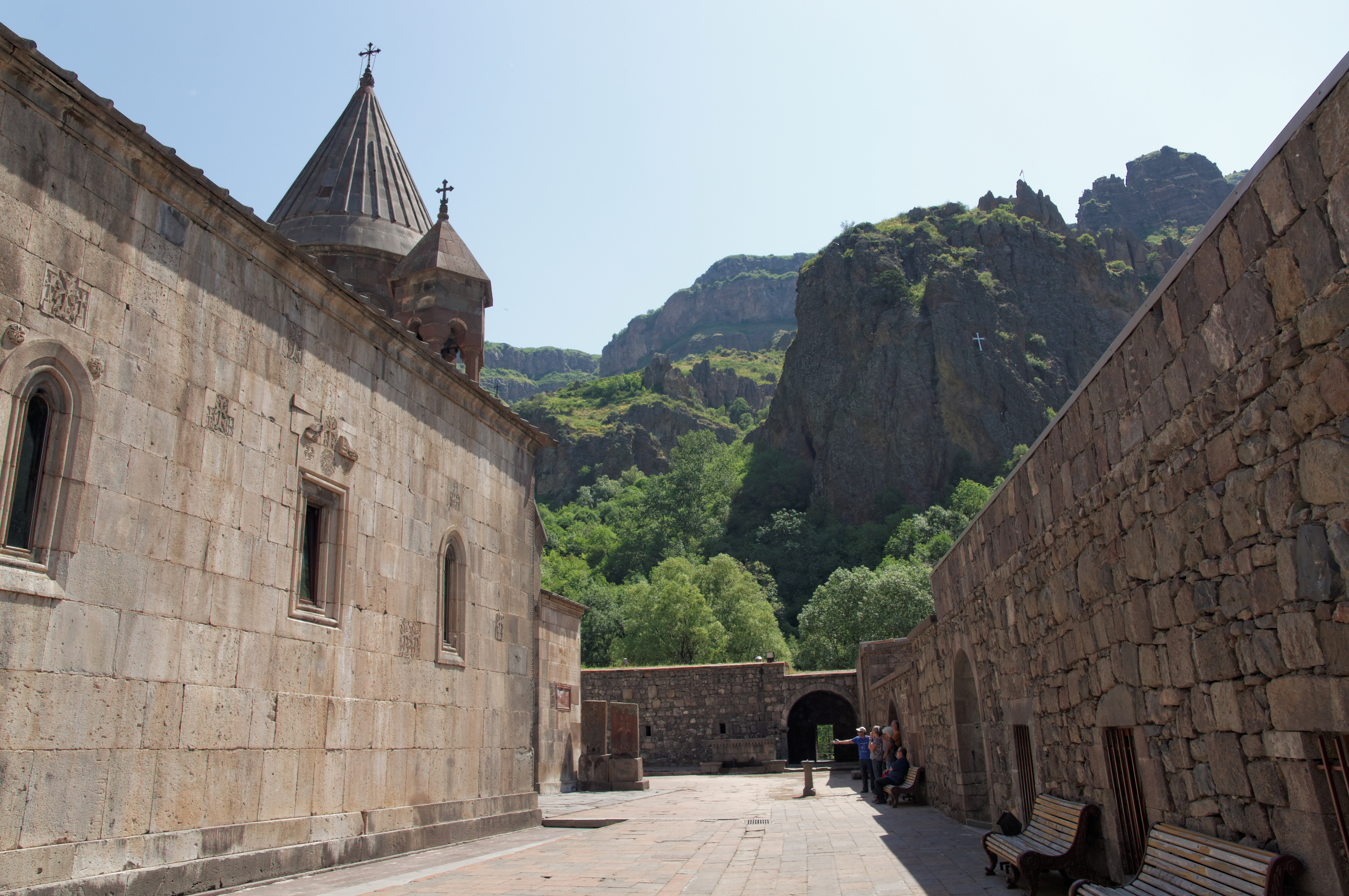
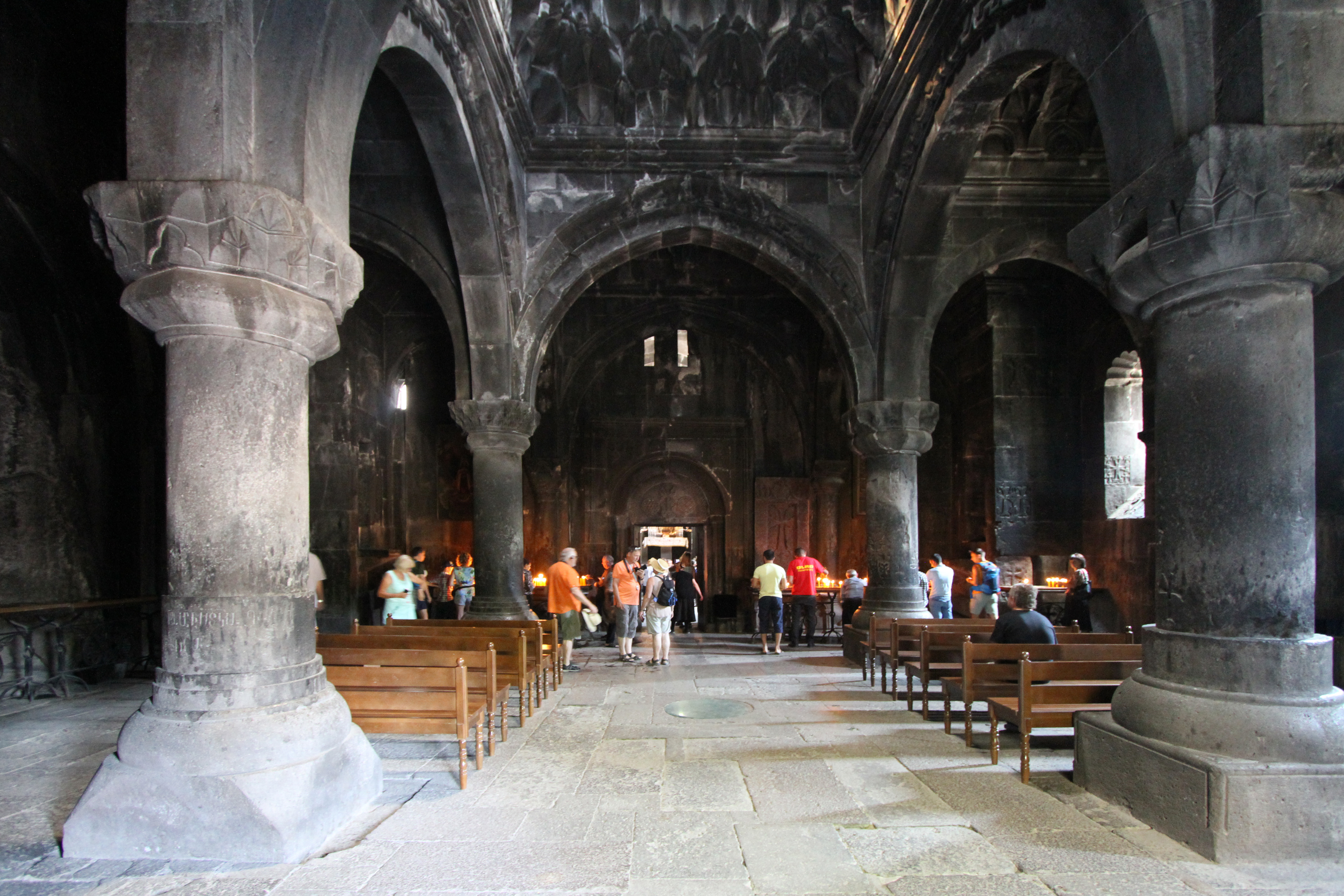
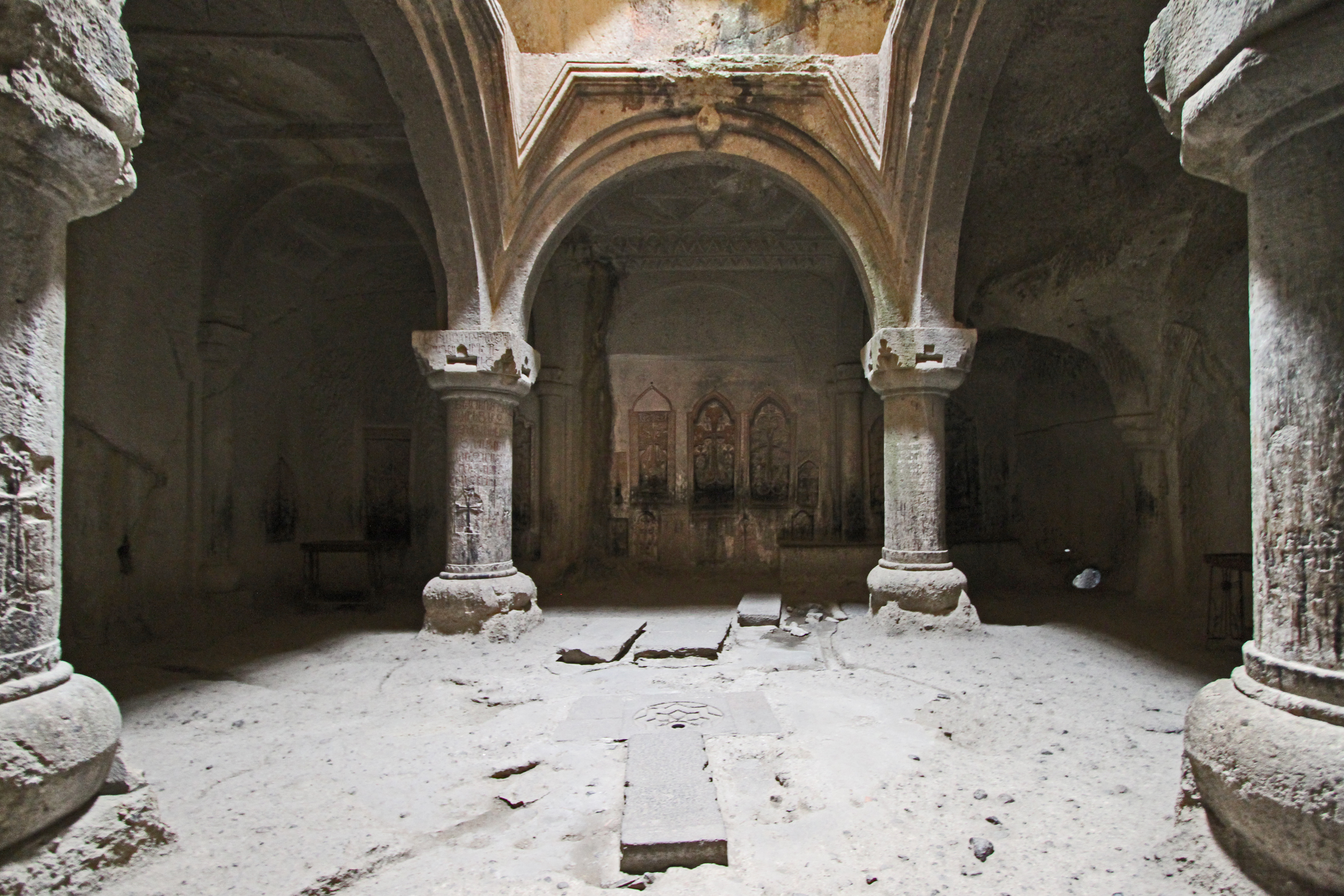
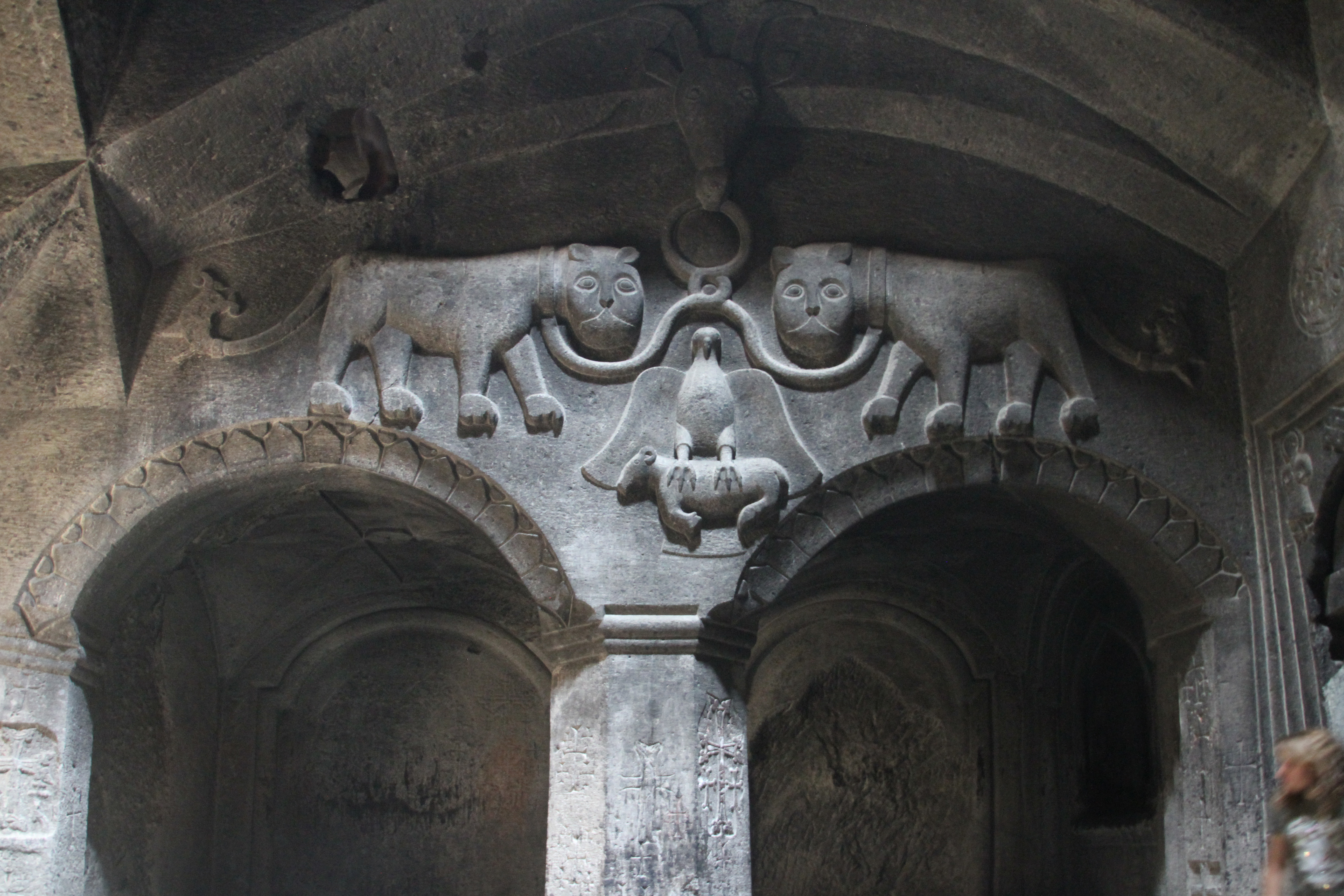
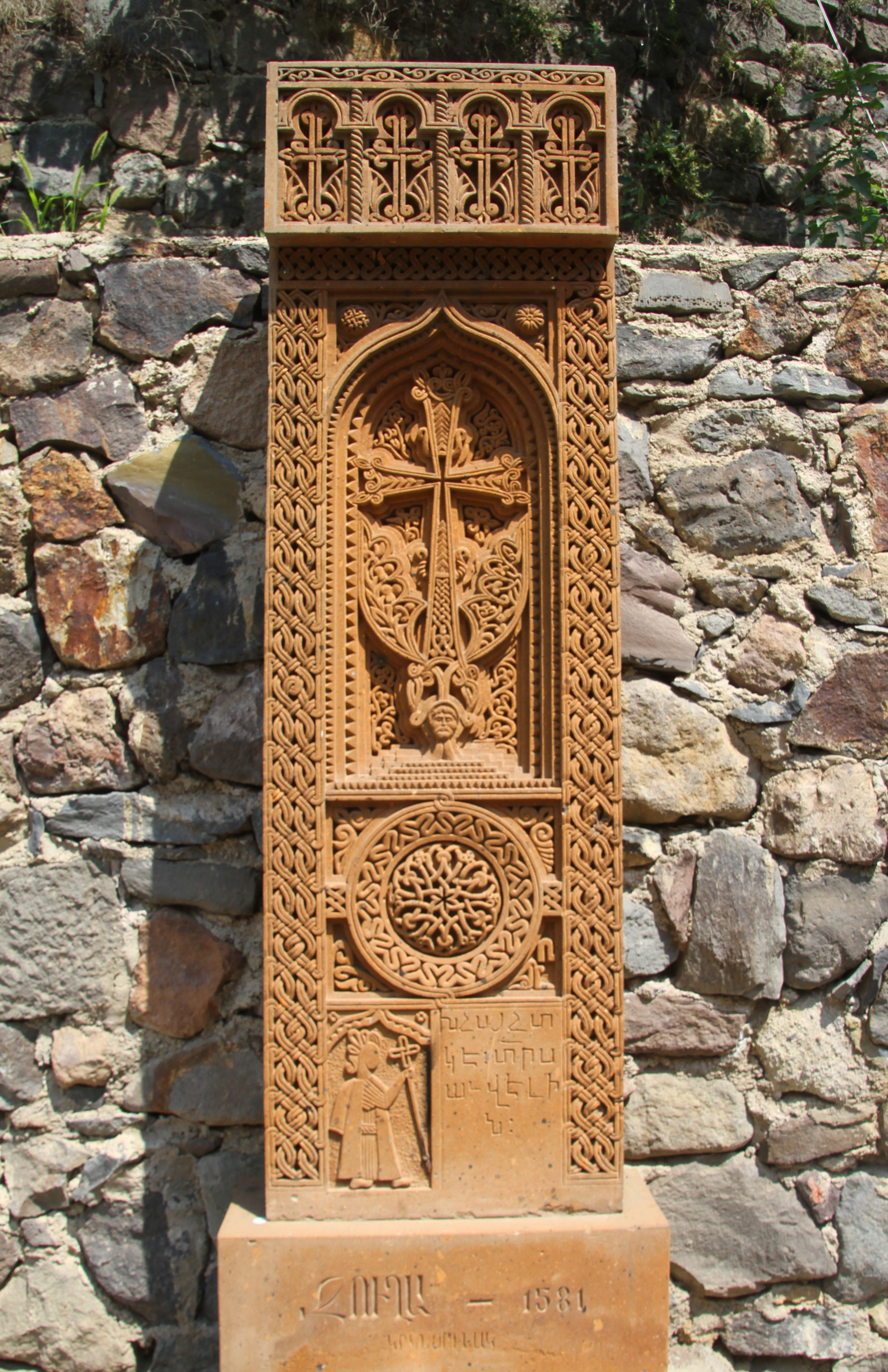

## 登録基準
この世界遺産は世界遺産登録基準のうち、以下の条件を満たし、登録された（以下の基準は世界遺産センター公表の登録基準からの翻訳、引用である）。
- (2) ある期間を通じてまたはある文化圏において、建築、技術、記念碑的芸術、都市計画、景観デザインの発展に関し、人類の価値の重要な交流を示すもの。